# Базас (приток Ортона)
Базас — река в России, протекает по Таштагольскому и Междуреченскому районам Кемеровской области. Устье реки находится в 28 км от устья реки Ортон по левому берегу. Длина реки составляет 41 км.

## Бассейн
- 6 км: Караджан
  - 2 км: Азас
- 16 км: Левый Сунзас
  - 5 км: Пистек

## Данные водного реестра
По данным государственного водного реестра России относится к Верхнеобскому бассейновому округу, водохозяйственный участок реки — Томь от истока до города Новокузнецк, без реки Кондома, речной подбассейн реки — Томь. Речной бассейн реки — (Верхняя) Обь до впадения Иртыша.